# جان میلتون ثیر
جان میلتون ثیر (به انگلیسی: John Milton Thayer) سناتور سابق عضو حزب جمهوری‌خواه ایالات متحده آمریکا بود. وی در سال ۱۸۶۷ تا ۱۸۷۱ میلادی سناتور ایالت نبراسکا در سنای ایالات متحده آمریکا بود.